# Ячневая крупа

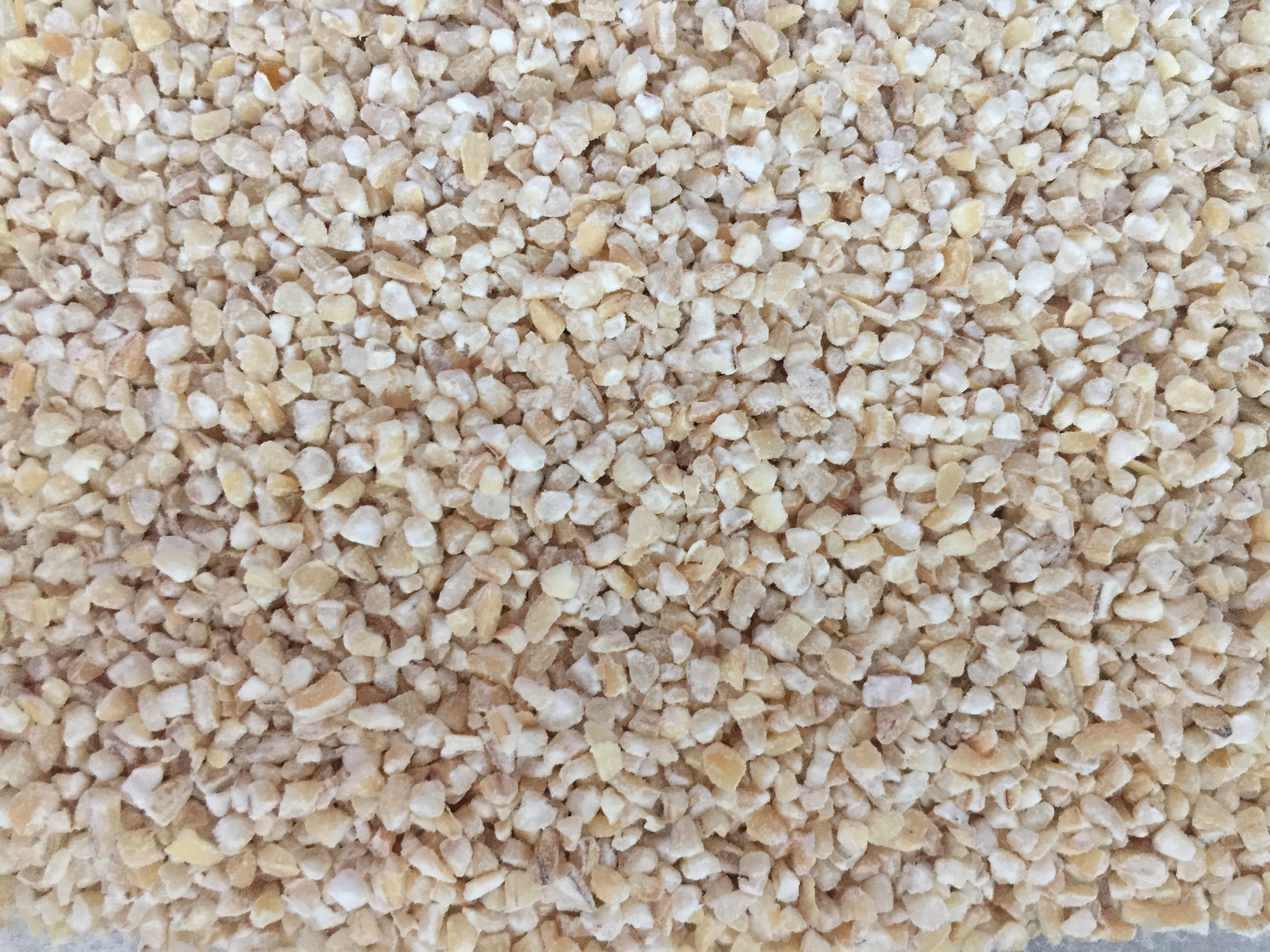

Я́чневая крупа́ — вид ячменной крупы, получаемой дроблением ячменного зерна, предварительно освобождённого от цветочных плёнок и плодовых оболочек, имеет вид белых или слегка желтоватых гранул-крупинок неправильной формы с острыми гранями. В отличие от перловой крупы не подвергается шлифовке и полировке.
Крупа делится по размеру гранул: в советском товароведении различали по размеру три номерных крупы: 1, 2 и 3. Отдельный вид — плющеная ячневая крупа, изготавливается посредством пропуска ядер между двумя вращающимися валами, получаемый продукт по технологии, внешнему виду и свойствам сходен с овсяными хлопьями.
Используется как самостоятельный гарнир, а также для приготовления молочных каш, часто — с фруктовыми и ягодными добавками; иногда — для пудингов, запеканок, десертов, в шведской кухне — как засыпка в супы; плющеная крупа также иногда применяется как ингредиент для мюсли, гранолы. Гранулированная крупа готовится 40—45 минут, увеличиваясь в объёме приблизительно в 5 раз и давая выход до 4,5 кг на килограмм крупы; получаемая каша имеет вязкую консистенцию (в отличие от дающей рассыпчатый гарнир перловой). При остывании клейстеризованный крахмал быстро теряет воду, вследствие чего ячневые каши быстро затвердевают.
Наибольшее распространение получила в скандинавской и русской кулинарных традициях; в финской кухне есть блюда из ячневой крупы, предварительно вымоченной в простокваше. В СССР массовое производство ячневой крупы освоено в 1930-е годы, благодаря невысокой стоимости широко применялась в общественном питании, а в связи с усвояемостью и специфической консистенцией — в детском питании. Во второй половине XX века освоена технология промышленной пропарки ячневой крупы (процесс, сходный с пропаркой риса), такие ячневые крупы готовятся как правило вдвое быстрее; на рубеже XX и XXI веков появились ячневые каши быстрого приготовления, не требующие варки (заливаемые кипятком).